# 티샤
누스라트 임로세 티샤(벵골어: নুসরাত ইমরোজ তিশা, 1984년 2월 20일 ~ )는 티샤(벵골어: তিশা)라는 예명으로 알려져 있는 방글라데시의 배우, 모델이다. 쿠숨 시크데르와 함께 2016 방글라데시 국립 영화상 여우주연상을 공동 수상했다.